# Могилевер, Шмуэль
Шмуэль Могилевер или Самуил Лейбович Могилевер (25 апреля 1824 г., Глубокое, Российская империя — 10 июня 1898 г. Белосток, Российская империя) — раввин, еврейский общественный деятель, один из идеологов и основателей религиозного сионизма.

## Биография
Шмуэль Могилевер родился 25 апреля 1824 года в семье раввина. Получил традиционное еврейское образование. В 15 лет женился. В 1842 году уехал в Воложин, чтобы обучаться в местной иешиве. Когда ему было 18 лет, он был назначен Ицхаком из Воложина раввином. В последующие годы Шмуэль Могилевер служил раввином в различных синагогах. С 1848 по 1856 год он был раввином в Глубоком, затем с 1856 по 1860 год — в Шакяе. В это же время занимался торговой деятельностью, управляя собственной компанией. C 1860 по 1868 год Шмуэль Могилевер служил в Сувалках. С 1868 по 1883 год он был раввином в Радоме.
В 1872 году среди еврейских интеллектуалов возник спор о взаимоотношениях между еврейской традицией и современным образованием. В 1873 году Шмуэль Могилевер принял участие в совещании раввинов и представителей еврейской интеллигенции в Санкт-Петербурге, где выступил с заявлением о взаимодополнении веры и знания. В последующие годы Шмуэль Могилевер публиковал статьи о своей позиции. Критиковал традиционных евреев, обвиняя их, что они избегают общественной деятельности. В 1874 году познакомился с еврейским филантропом Мозесом Монтефиоре. От его имени курировал специальный фонд для поддержки еврейской общины в Палестине.
С 1881 года Шмуэль Могилевер стал сотрудничать с сионистским движением, которое основал Леон Пинскер. В 1882 году он отправился в Германию и Францию, чтобы искать еврейских спонсоров для поддержки еврейских колоний в Палестине. Одной из важных встреч стало его знакомство с Эдмоном де Ротшильдом, который стал финансово поддерживать новообразованные еврейские поселения в Палестине.
В 1883 году Шмуэль Могилевер стал раввином Белостока. В это время он призывал евреев переселяться в еврейскую колонию Петах-Тиква в Палестине, основал в Белостоке раввинскую школу и кредитное общество. В благодарность за его общественную и экономическую деятельность в Белостоке его именем была названа синагога Бейт-Шмуэль.
С 6 по 11 ноября 1884 года в Катовице состоялся съезд, который основал «Мазкерет Моше» (Общество Моше Монтефиоре), впоследствии переименованное (1887) в Ховевей Цион. Шмуэль Могилевер участвовал в этом собрании и стал одним из руководителей этой организации. В 1888 году Леон Пинскер, бывший президентом Ховевей Цион, подал в отставку, и его место занял Шмуэль Могилевер. В 1890 году в составе делегации от Ховевей Цион он отправился из Одессы в Яффу, чтобы изучить условия для планируемой массовой еврейской колонизации Палестины.
В 1897 году из-за плохого здоровья Шмуэль Могилевер не смог участвовать в Первом сионистском конгрессе в Базеле. На открытии этого конгресса было зачитано обращение Шмуэля Могилевера, которое оказало сильное впечатление на собравшихся и стало знаковым воззванием сионистского движения. В этом обращении рабби Могилёвер возглашал:

Возвращение в нашу страну‚ выкуп земель‚ строительство домов‚ разведение садов и обработка полей — есть одна из главных заповедей Торы….

Шмуэль Могилевер умер 10 июня 1898 года в Белостоке. В 1991 году его останки были перевезены в Израиль и захоронены на кладбище в Мазкерет-Батье.

## Память
- В честь Шмуэля Могилевера в 1902 году в Белостоке новая синагога была названа Бейт Шмуэль; она была сожжена во время Второй мировой войны.
- Именем Шмуэля Могилевера назван кибуц Ган-Шмуэль в Израиле.
- В Израиле существует музей, посвящённый Шмуэлю Могилеверу .

## Источник
- Isidor Schalit, obituary of Shmuel Mohilever, Die Welt II/24, June 17, 1898, pp. 2-3
- David Bridger, Samuel Wolk: The New Jewish Encyclopedia. Behrman House, New York (NYC/USA) 1976, ISBN 0-87441-120-3, p. 326
- Yoel Yarden, Rabbi Shmuel Mohliver’s Educational Philosophy 1873—1874, Studies in Education, University of Haifa, No. 33, March 1982 (Hebrew)